# Walter Graf (muzykolog)
Walter Graf (ur. 20 czerwca 1903 w St. Pölten, zm. 11 kwietnia 1982 w Wiedniu) – austriacki muzykolog i etnomuzykolog.

## Życiorys
Studiował muzykologię u Roberta Lacha, Guido Adlera i Egona Wellesza, odbył także dodatkowe studia w zakresie antropologii, etnologii, filozofii i psychologii. W 1932 roku doktoryzował się na Uniwersytecie Wiedeńskim na podstawie pracy Über den deutschen Einfluss auf den estnischen Volksgesang. W 1952 roku uzyskał habilitację. Od 1958 roku był wykładowcą Uniwersytetu Wiedeńskiego, w 1962 roku otrzymał tytuł profesora. Od 1957 do 1963 roku był kierownikiem naukowym archiwum fonograficznego Austriackiej Akademii Nauk. W 1962 roku został członkiem korespondentem tej instytucji, a w 1973 roku przewodniczącym jej komisji do spraw badania dźwięku.
Zajmował się etnomuzykologią w zakresie aspektów wykonawczych, jak i psychologii odbioru. W kręgu jego zainteresowań badawczych znajdowała się muzyka pozaeuropejskich kultur pierwotnych (Nowa Gwinea i tradycje muzyczne wschodu (Tybet) oraz problem ich zapisu muzycznego. Próbował definiować dźwięk w kategorii słyszenia i rozumienia muzyki. Był autorem m.in. pracy Die musikalische Klangforschung: Wege zur Erfassung der musikalischen Bedeutung der Klangfarbe (Karlsruhe 1969).